# Pseudohedya cincinna
Pseudohedya cincinna är en fjärilsart som beskrevs av Falkovich 1962. Pseudohedya cincinna ingår i släktet Pseudohedya och familjen vecklare. Inga underarter finns listade i Catalogue of Life.